# スナッピー・ギフト
スナッピー・ギフト（Snappy Gifts）は、ニューヨークに本拠地を置く多国籍会社である。2015年に設立され、会社の社員や契約先の個人に向けられたギフティングができるシステムを提供している。

## 沿革
2015年にHani GoldsteinとDvir Cohenが創業。サンフランシスコに本社を構えたが、その後ニューヨークに本社を移動。創業時に160万米ドルを調達し、もともとは「お客様へのギフティング」に重点を置いていたが、2017年に、企業向けのプラットフォームを提供しながら企業内でのギフティングを提供する方向に軌道を変えた。
スナッピー・ギフトは、イスラエルのテルアビブに支社を設置している。
2017年、XRC Labによる創業したての企業の一覧に含まれた。
2018年、スナッピー・ギフトによる「会社による贈り物ワースト25」の調査結果が、ビジネス・ニュース・デイリーとフォーチュンの雑誌に掲載された。
2019年までに、83NorthとHearst Venturesに先導された資金調達ラウンドで、850万米ドルを調達した。
2019年9月、フォーブスの「最も有望な若いイスラエル系によって最近創業されたニューヨークの会社トップ10」の一つに選ばれた。
マイクロソフト、アドビ、コムキャストやUberなどの大手企業や、多数の人材系企業とも連携している。
2021年前半には、Inc.のニューヨーク市部にある急成長中の非公開会社トップ250の一覧の中で、1位に輝いた。同年5月、シリーズCの資金調達ラウンドで7千万ドルを獲得した。

## スナッピー・ギフト・システム
スナッピー・ギフト・システム（Snappy Gifts system）は、年齢、性別や誕生日などの社員のデータに基づき、その人の名前またはイニシャルが入った贈り物を贈ることができる企業向けのソフトウェアである。加えて、誕生日などの贈られる人にとって特別な日のときは、プレゼントを選ぶ機能も存在する。
まず、プレゼントはデジタルのスクラッチカードとして、E-mailかテキストメッセージを介して贈られる。スクラッチカードを「開ける」ことで、受け取る社員の雇用先（上司、同僚など）が選んだプレゼントを見ることができる。その後、社員は、選ばれたプレゼントを受け取るか、それとも他のものに変えるか選べる。他のものに変える場合は、贈った側に購入を依頼するメールが送られる。プレゼントは、Amazon.comやベスト・バイなどの大手小売業者から配達される。また、贈られた人が贈った人に「ありがとう」と送ることができる機能も付いている。